# Fjeldvåge
Fjeldvågen (Buteo lagopus) er en rovfugl, der ligner musvågen, men ikke yngler i Danmark, hvor den kun forekommer som træk- og vintergæst fra ynglepladserne i Norge og Sverige. Den er udbredt videre østover gennem det nordlige Rusland og Nordamerika. Fjeldvågen regnes som Norges almindeligste rovfugl.
I forårssæsonen kan man se den f.eks. ved de kendte træksteder Skagen, Rørvig og Gilleleje, mens den om efteråret trækker ud ved især Gedser Odde og Dueodde. Som vintergæst færdes Fjeldvågen i åbent landskab, bl.a. ved strandenge. Her kan den ses "muse" som en tårnfalk eller den ses i træer, på pæle eller på jorden, spejdende efter bytte.

## Yngletid
Når rovfuglen er 2-3 år gammel, yngler den første gang. Reden bygges i træer eller på klippehylder. I slutningen af maj, begyndelsen af juni lægger den 3-6 æg som udruges af hunnen i løbet af 31 dage. Ungerne er klar til at forlade reden 34-43 dage efter, men der går et par uger endnu før de er helt selvstændige.

## Føde
Fjeldvågens føde består for det meste af små gnavere, som markmus og lemminger, men den kan også tage lidt større pattedyr og fugle. Om vinteren lever den ofte af ådsler.